# Jämnsjön, Hälsingland
Jämnsjön är en sjö i Härjedalens kommun i Hälsingland och ingår i Ljusnans huvudavrinningsområde. Sjön har en area på 0,329 kvadratkilometer och ligger 270,3 meter över havet. Sjön avvattnas av vattendraget Jämnån.

## Delavrinningsområde
Jämnsjön ingår i det delavrinningsområde (689682-144923) som SMHI kallar för Utloppet av Jämnsjön. Medelhöjden är 343 meter över havet och ytan är 11,47 kvadratkilometer. Räknas de 17 avrinningsområdena uppströms in blir den ackumulerade arean 192,38 kvadratkilometer. Jämnån som avvattnar avrinningsområdet har biflödesordning 3, vilket innebär att vattnet flödar genom totalt 3 vattendrag innan det når havet efter 209 kilometer. Avrinningsområdet består mestadels av skog (78 procent). Avrinningsområdet har 0,51 kvadratkilometer vattenytor vilket ger det en sjöprocent på 4,5 procent.